# Стратон (Небраска)
Стратон (енгл. Stratton) град је у америчкој савезној држави Небраска.

## Демографија
По попису из 2010. године број становника је 343, што је 53 (-13,4%) становника мање него 2000. године.
| Група             | 2000.       | 2010.       |
| Белци             | 387 (97,7%) | 325 (94,8%) |
| Афроамериканци    | 0 (0,0%)    | 0 (0,0%)    |
| Азијати           | 1 (0,3%)    | 1 (0,3%)    |
| Хиспаноамериканци | 2 (0,5%)    | 3 (0,9%)    |
| Укупно            | 396         | 343         |